# FK FC Žabovřesky
FK FC Žabovřesky byl český fotbalový klub z Brna, který vznikl 3. července 1920 a zanikl roku 2007 sloučením s FC Komín do nově vzniklého klubu FC Svratka Brno. Svá domácí utkání hrál ve fotbalovém areálu s kapacitou 500 diváků v Brně-Žabovřeskách.
Klub byl založen 3. července 1920 pod názvem SK Meteor Žabovřesky, o rok později byl název změněn pouze na SK Žabovřesky. V roce 1932 získává klub titul mistra župy a roku 1935 postupuje do Moravskoslezské divize (tehdy 2. nejvyšší soutěž). V ní klub setrvá až do roku 1948, kdy je zařazen do krajských soutěží.
Klubovými barvami byly černá a bílá.

## Historické názvy
Zdroj:
- 1920 – SK Meteor Žabovřesky (Sportovní klub Meteor Žabovřesky)
- 1921 – SK Žabovřesky (Sportovní klub Žabovřesky)

- 1948 – ZK MVZ Žabovřesky (Závodní klub Moravskoslezské vlnařské závody Žabovřesky)
- 1949 – ZSJ Mosilana Žabovřesky (Závodní sokolská jednota Mosilana Žabovřesky)
- 1951 – ZSJ Škoda Brno (Závodní sokolská jednota Škoda Brno) – sloučením se ZSJ Škoda Brno (1941–1950, založen jako SK Škoda Brno)
- 1952 – ZSJ Fučíkovy závody Brno (Závodní sokolská jednota Fučíkovy závody Brno) – sloučením se ZSJ Fučíkovy závody Brno - na zápasy Žabovřesk jsem pravidelně chodil v letech 1949 -1956. Pamatuji si část sestavy z těch let. Mohl by sestavu někdo doplnit? Pamatuji se: Michlovský, Blažek, Hladký, Audi, Schön, Bartoň, Hrabovský, Chocholatý, Palát. Další už nevzpomenu. Děkuji za doplnění nebo opravu. Děkuji, Jiří Hofírek
- 1953 – DSO Spartak EJF Brno (Dobrovolná sportovní organisace Spartak Elektrotechnické závody Julia Fučíka Brno)
- 1956 – TJ Slavia Žabovřesky (Tělovýchovná jednota Slavia Žabovřesky) – sloučením s DSO Slavia Brno
- 1963 – sloučení se Spartakem 1. brněnská a faktický zánik klubu
- 1966 – obnovení klubu jako TJ Žabovřesky (Tělovýchovná jednota Žabovřesky)
- 1967 – TJ Sokol Žabovřesky Brno (Tělovýchovná jednota Sokol Žabovřesky Brno) – sloučením se Slavojem Tesla Brno
- 1992 – FK FC Žabovřesky (Fotbalový klub Žabovřesky)

## Začátky kopané v Žabovřeskách
První jedenáctka, která se v Žabovřeskách utvořila, si dala jméno „Blesk“. O jejích hráčích a její činnosti se nedochovaly téměř žádné doklady, není tedy jasné jak a kdy vznikla, ani kdo za ni hrával. První zájemce o kopanou tu našla Moravská Slavia, která zde začínala. Kromě Moravské Slavie si zdatně vedl také „Achilles“. Vedle těchto klubů vyrůstala pouliční jedenáctka „Meteor“, ze které byl roku 1920 ustaven řádný klub. Tento však neměl vlastní hřiště a byl je nucen pronajímat buď od Moravské Slavie, nebo Achillesu.
Mistrovské soutěže se v Žabovřeskách začaly hrát od roku 1924, a to ve IV. třídě. V této soutěži zůstal klub až do roku 1927, kdy se mu podařilo probojovat se do III. třídy. V dalším ročníku se klub probil do II. třídy a s provedenou reorganizací postoupil až do I. B třídy. Slavná éra žabovřeské kopané začala rokem 1928, kdy se klubu podařilo od TK Star Brno získat vlastní hřiště předepsaných rozměrů. Již v roce 1930 hrál I. A třídu (nejvyšší župní soutěž), v župním mistrovství západní Moravy skončil na třetím místě za SK Židenice a Moravskou Slavií. V roce 1932 se stal mistrem Západomoravské župy, kterou reprezentoval v Mistrovství Moravy (3. místo za mistrovským SK Baťa Zlín a Slovanem Moravská Ostrava). V sezoně 1932/33 byl finalistou moravské kvalifikace Amatérského mistrovství ČSAF, z dalších bojů byl vyřazen Moravskou Slavií Brno po výsledcích 1:1 a 1:4.

## Umístění v jednotlivých sezonách
Stručný přehled
Zdroj:
- 1930–1935: I. A třída BZMŽF
- 1935–1948: Divize
- 1948: Zemská soutěž – sk. C
- 1949–1950: Oblastní soutěž – sk. C
- 1951: Krajská soutěž – Brno
- 1952: Krajský přebor – Brno
- 1953: Krajská soutěž – III. sk
- 1954: Krajská soutěž – I. sk
- 1955: Krajská soutěž – sk. A
- 1956: I. B třída Brněnského kraje – sk. A
- 1957–1958: I. A třída Brněnského kraje
- 1958–1959: Oblastní soutěž – sk. D
- 1959–1960: I. A třída Brněnského kraje
- 1960–1961: I. třída Jihomoravského kraje – sk. C
- 1961–1963: Brněnský městský přebor
- 1972–1973: I. A třída Jihomoravského kraje – sk. A
- 1977–1983: I. A třída Jihomoravského kraje – sk. A
- 1983–1986: Jihomoravský krajský přebor – sk. A
- 1991–1993: I. A třída Jihomoravské župy – sk. B
- 1993–1995: I. A třída Jihomoravské župy – sk. A
- 1995–1996: I. B třída Jihomoravské župy – sk. B
- 1996–1999: Brněnský městský přebor
- 1999–2000: I. B třída Jihomoravské župy – sk. B
- 2000–2007: Brněnský městský přebor

Jednotlivé ročníky
Zdroj:
Legenda: Z – zápasy, V – výhry, R – remízy, P – porážky, VG – vstřelené góly, OG – obdržené góly, +/− – rozdíl skóre, B – body, červené podbarvení – sestup, zelené podbarvení – postup, fialové podbarvení – reorganizace, změna skupiny či soutěže
| Československo (1930 – 1938)             |                                                                  |                                                                  |                                                                  |                                                                  |                                                                  |                                                                  |                                                                  |                                                                  |                                                                  |                                                                  |                                                                  |
| Sezóny                                   | Liga                                                             | Úroveň                                                           | Z                                                                | V                                                                | R                                                                | P                                                                | VG                                                               | OG                                                               | +/−                                                              | B                                                                | Pozice                                                           |
| 1930/31                                  | I. A třída BZMŽF                                                 | 3                                                                | 10                                                               | 4                                                                | 2                                                                | 4                                                                | 21                                                               | 25                                                               | −4                                                               | 10                                                               | 3.                                                               |
| 1931/32                                  | I. A třída BZMŽF                                                 | 3                                                                | 12                                                               | 6                                                                | 5                                                                | 1                                                                | 32                                                               | 23                                                               | +9                                                               | 17                                                               | 1.                                                               |
| ...                                      |                                                                  |                                                                  |                                                                  |                                                                  |                                                                  |                                                                  |                                                                  |                                                                  |                                                                  |                                                                  |                                                                  |
| 1933/34                                  | I. A třída BZMŽF                                                 | 3                                                                | 18                                                               | 2                                                                | 7                                                                | 9                                                                | 25                                                               | 51                                                               | −26                                                              | 11                                                               | 9.                                                               |
| 1934/35                                  | I. A třída BZMŽF                                                 | 3                                                                | 18                                                               | 12                                                               | 3                                                                | 3                                                                | 45                                                               | 22                                                               | +23                                                              | 27                                                               | 1.                                                               |
| 1935/36                                  | Moravskoslezská divize                                           | 2                                                                | 22                                                               | 5                                                                | 4                                                                | 13                                                               | 36                                                               | 58                                                               | −22                                                              | 14                                                               | 10.                                                              |
| 1936/37                                  | Moravskoslezská divize                                           | 2                                                                | 22                                                               | 6                                                                | 1                                                                | 15                                                               | 34                                                               | 59                                                               | −25                                                              | 13                                                               | 12.                                                              |
| 1937/38                                  | Moravskoslezská divize                                           | 2                                                                | 26                                                               | 8                                                                | 5                                                                | 13                                                               | 56                                                               | 68                                                               | −12                                                              | 21                                                               | 9.                                                               |
| 1938/39                                  | Moravskoslezská divize                                           | 2                                                                | 22                                                               | 7                                                                | 2                                                                | 13                                                               | 34                                                               | 67                                                               | −33                                                              | 16                                                               | 10.                                                              |
| Protektorát Čechy a Morava (1939 – 1944) |                                                                  |                                                                  |                                                                  |                                                                  |                                                                  |                                                                  |                                                                  |                                                                  |                                                                  |                                                                  |                                                                  |
| Sezóna                                   | Liga                                                             | Úroveň                                                           | Z                                                                | V                                                                | R                                                                | P                                                                | VG                                                               | OG                                                               | +/−                                                              | B                                                                | Pozice                                                           |
| 1939/40                                  | Moravskoslezská divize                                           | 2                                                                | 22                                                               | 7                                                                | 2                                                                | 13                                                               | 68                                                               | 84                                                               | −16                                                              | 16                                                               | 10.                                                              |
| 1940/41                                  | Moravskoslezská divize                                           | 2                                                                | 26                                                               | 10                                                               | 3                                                                | 13                                                               | 69                                                               | 84                                                               | −15                                                              | 23                                                               | 10.                                                              |
| 1941/42                                  | Moravskoslezská divize                                           | 2                                                                | 26                                                               | 12                                                               | 2                                                                | 12                                                               | 80                                                               | 80                                                               | 0                                                                | 26                                                               | 6.                                                               |
| 1942/43                                  | Moravskoslezská divize                                           | 2                                                                | 26                                                               | 10                                                               | 2                                                                | 14                                                               | 65                                                               | 86                                                               | −21                                                              | 22                                                               | 9.                                                               |
| 1943/44                                  | Moravskoslezská divize                                           | 2                                                                | 26                                                               | 14                                                               | 3                                                                | 9                                                                | 91                                                               | 71                                                               | +20                                                              | 31                                                               | 4.                                                               |
| 1944/45                                  | Fotbalová liga se nehrála, stejně tak i nižší fotbalové soutěže. | Fotbalová liga se nehrála, stejně tak i nižší fotbalové soutěže. | Fotbalová liga se nehrála, stejně tak i nižší fotbalové soutěže. | Fotbalová liga se nehrála, stejně tak i nižší fotbalové soutěže. | Fotbalová liga se nehrála, stejně tak i nižší fotbalové soutěže. | Fotbalová liga se nehrála, stejně tak i nižší fotbalové soutěže. | Fotbalová liga se nehrála, stejně tak i nižší fotbalové soutěže. | Fotbalová liga se nehrála, stejně tak i nižší fotbalové soutěže. | Fotbalová liga se nehrála, stejně tak i nižší fotbalové soutěže. | Fotbalová liga se nehrála, stejně tak i nižší fotbalové soutěže. | Fotbalová liga se nehrála, stejně tak i nižší fotbalové soutěže. |
| Československo (1945 – 1993)             |                                                                  |                                                                  |                                                                  |                                                                  |                                                                  |                                                                  |                                                                  |                                                                  |                                                                  |                                                                  |                                                                  |
| Sezóna                                   | Liga                                                             | Úroveň                                                           | Z                                                                | V                                                                | R                                                                | P                                                                | VG                                                               | OG                                                               | +/−                                                              | B                                                                | Pozice                                                           |
| 1945/46                                  | Moravskoslezská divize                                           | 2                                                                | 30                                                               | 19                                                               | 1                                                                | 10                                                               | 109                                                              | 70                                                               | +39                                                              | 39                                                               | 3.                                                               |
| 1946/47                                  | Moravskoslezská divize                                           | 2                                                                | 26                                                               | 11                                                               | 4                                                                | 11                                                               | 77                                                               | 83                                                               | −6                                                               | 26                                                               | 7.                                                               |
| 1947/48                                  | Moravskoslezská divize                                           | 2                                                                | 30                                                               | 13                                                               | 5                                                                | 12                                                               | 81                                                               | 76                                                               | +5                                                               | 31                                                               | 8.                                                               |
| 1948                                     | Zemská soutěž – sk. C                                            | 2                                                                | 11                                                               | 3                                                                | 2                                                                | 6                                                                | 20                                                               | 32                                                               | −12                                                              | 8                                                                | 11.                                                              |
| 1949                                     | Oblastní soutěž – sk. C                                          | 2                                                                | 26                                                               | 12                                                               | 2                                                                | 12                                                               | 64                                                               | 67                                                               | −3                                                               | 26                                                               | 7.                                                               |
| 1950                                     | Oblastní soutěž – sk. C                                          | 3                                                                | 22                                                               | 10                                                               | 3                                                                | 9                                                                | 53                                                               | 50                                                               | −3                                                               | 26                                                               | 7.                                                               |
| 1951                                     | Krajská soutěž – Brno                                            | 2                                                                | 18                                                               | 12                                                               | 2                                                                | 4                                                                | 53                                                               | 38                                                               | +15                                                              | 26                                                               | 2.                                                               |
| 1952                                     | Krajský přebor – Brno                                            | 2                                                                | 22                                                               | 8                                                                | 3                                                                | 11                                                               | 46                                                               | 78                                                               | −32                                                              | 19                                                               | 8.                                                               |
| 1953                                     | Krajská soutěž – III. sk.                                        | 4                                                                | 22                                                               | 10                                                               | 3                                                                | 9                                                                | 90                                                               | 57                                                               | +33                                                              | 23                                                               | 8.                                                               |
| 1954                                     | Krajská soutěž – I. sk                                           | 4                                                                | 22                                                               | 15                                                               | 2                                                                | 5                                                                | 77                                                               | 47                                                               | +30                                                              | 32                                                               | 3.                                                               |
| ...                                      |                                                                  |                                                                  |                                                                  |                                                                  |                                                                  |                                                                  |                                                                  |                                                                  |                                                                  |                                                                  |                                                                  |
| 1956                                     | I. B třída Brněnského kraje – sk. A                              | 5                                                                | 22                                                               | 16                                                               | 2                                                                | 4                                                                | 67                                                               | 34                                                               | +33                                                              | 34                                                               | 1.                                                               |
| 1957/58                                  | I. A třída Brněnského kraje                                      | 4                                                                | 39                                                               | 26                                                               | 4                                                                | 9                                                                | 135                                                              | 82                                                               | +53                                                              | 56                                                               | 1.                                                               |
| 1958/59                                  | Oblastní soutěž – sk. D                                          | 3                                                                | 26                                                               | 8                                                                | 4                                                                | 14                                                               | 40                                                               | 79                                                               | −39                                                              | 20                                                               | 13.                                                              |
| 1959/60                                  | I. A třída Brněnského kraje                                      | 4                                                                | 22                                                               | 7                                                                | 3                                                                | 12                                                               | 35                                                               | 55                                                               | −20                                                              | 17                                                               | 9.                                                               |
| 1960/61                                  | I. třída Jihomoravského kraje – sk. C                            | 4                                                                | 26                                                               | 5                                                                | 1                                                                | 20                                                               | 40                                                               | 83                                                               | −43                                                              | 11                                                               | 14.                                                              |
| 1961/62                                  | Brněnský městský přebor                                          | 5                                                                | 26                                                               | 13                                                               | 4                                                                | 9                                                                | 74                                                               | 40                                                               | +34                                                              | 30                                                               | 5.                                                               |
| 1962/63                                  | Brněnský městský přebor                                          | 5                                                                | 26                                                               | 8                                                                | 5                                                                | 13                                                               | 47                                                               | 60                                                               | −13                                                              | 21                                                               | 9.                                                               |
| ...                                      |                                                                  |                                                                  |                                                                  |                                                                  |                                                                  |                                                                  |                                                                  |                                                                  |                                                                  |                                                                  |                                                                  |
| 1972/73                                  | I. A třída Jihomoravského kraje – sk. A                          | 6                                                                | 26                                                               | 11                                                               | 4                                                                | 11                                                               | 32                                                               | 36                                                               | −4                                                               | 26                                                               | 9.                                                               |
| ...                                      |                                                                  |                                                                  |                                                                  |                                                                  |                                                                  |                                                                  |                                                                  |                                                                  |                                                                  |                                                                  |                                                                  |
| 1977/78                                  | I. A třída Jihomoravského kraje – sk. A                          | 5                                                                | 26                                                               | 14                                                               | 4                                                                | 8                                                                | 45                                                               | 28                                                               | +17                                                              | 32                                                               | 3.                                                               |
| 1978/79                                  | I. A třída Jihomoravského kraje – sk. A                          | 5                                                                | 26                                                               | 13                                                               | 7                                                                | 6                                                                | 40                                                               | 23                                                               | +17                                                              | 33                                                               | 2.                                                               |
| 1979/80                                  | I. A třída Jihomoravského kraje – sk. A                          | 5                                                                | 30                                                               | 10                                                               | 10                                                               | 10                                                               | 46                                                               | 49                                                               | −3                                                               | 30                                                               | 9.                                                               |
| 1980/81                                  | I. A třída Jihomoravského kraje – sk. A                          | 5                                                                | 30                                                               | 11                                                               | 9                                                                | 10                                                               | 38                                                               | 47                                                               | −9                                                               | 31                                                               | 9.                                                               |
| 1981/82                                  | I. A třída Jihomoravského kraje – sk. A                          | 6                                                                | 30                                                               | 13                                                               | 9                                                                | 8                                                                | 42                                                               | 37                                                               | +5                                                               | 35                                                               | 4.                                                               |
| 1982/83                                  | I. A třída Jihomoravského kraje – sk. A                          | 6                                                                | 30                                                               | 17                                                               | 7                                                                | 6                                                                | 51                                                               | 33                                                               | +18                                                              | 41                                                               | 2.                                                               |
| 1983/84                                  | Jihomoravský krajský přebor – sk. A                              | 5                                                                | 26                                                               | 7                                                                | 6                                                                | 13                                                               | 43                                                               | 50                                                               | −7                                                               | 20                                                               | 12.                                                              |
| 1984/85                                  | Jihomoravský krajský přebor – sk. A                              | 5                                                                | 26                                                               | 13                                                               | 6                                                                | 7                                                                | 31                                                               | 29                                                               | +2                                                               | 32                                                               | 2.                                                               |
| 1985/86                                  | Jihomoravský krajský přebor – sk. A                              | 5                                                                | 26                                                               | 7                                                                | 3                                                                | 16                                                               | 36                                                               | 62                                                               | −26                                                              | 17                                                               | 11.                                                              |
| ...                                      |                                                                  |                                                                  |                                                                  |                                                                  |                                                                  |                                                                  |                                                                  |                                                                  |                                                                  |                                                                  |                                                                  |
| 1991/92                                  | I. A třída Jihomoravské župy – sk. B                             | 6                                                                | 26                                                               | 9                                                                | 7                                                                | 10                                                               | 42                                                               | 40                                                               | +2                                                               | 25                                                               | 9.                                                               |
| 1992/93                                  | I. A třída Jihomoravské župy – sk. B                             | 6                                                                | 26                                                               | 10                                                               | 6                                                                | 10                                                               | 43                                                               | 42                                                               | +1                                                               | 26                                                               | 7.                                                               |
| Česko (1993 – 2007)                      |                                                                  |                                                                  |                                                                  |                                                                  |                                                                  |                                                                  |                                                                  |                                                                  |                                                                  |                                                                  |                                                                  |
| Sezóna                                   | Liga                                                             | Úroveň                                                           | Z                                                                | V                                                                | R                                                                | P                                                                | VG                                                               | OG                                                               | +/−                                                              | B                                                                | Pozice                                                           |
| 1993/94                                  | I. A třída Jihomoravské župy – sk. A                             | 6                                                                | 26                                                               | 9                                                                | 3                                                                | 14                                                               | 26                                                               | 42                                                               | −16                                                              | 17                                                               | 12.                                                              |
| 1994/95                                  | I. A třída Jihomoravské župy – sk. A                             | 6                                                                | 26                                                               | 3                                                                | 4                                                                | 19                                                               | 26                                                               | 72                                                               | −46                                                              | 13                                                               | 14.                                                              |
| 1995/96                                  | I. B třída Jihomoravské župy – sk. B                             | 7                                                                | 26                                                               | 4                                                                | 3                                                                | 19                                                               | 25                                                               | 64                                                               | −39                                                              | 15                                                               | 14.                                                              |
| 1996/97                                  | Brněnský městský přebor                                          | 8                                                                | 30                                                               | ...                                                              | ...                                                              | ...                                                              | ...                                                              | ...                                                              | ...                                                              |                                                                  | 15.                                                              |
| 1997/98                                  | Brněnský městský přebor                                          | 8                                                                | 30                                                               | ...                                                              | ...                                                              | ...                                                              | ...                                                              | ...                                                              | ...                                                              |                                                                  |                                                                  |
| 1998/99                                  | Brněnský městský přebor                                          | 8                                                                | 30                                                               | 17                                                               | 6                                                                | 7                                                                | 75                                                               | 46                                                               | +29                                                              | 57                                                               | 1.                                                               |
| 1999/00                                  | I. B třída Jihomoravské župy – sk. B                             | 7                                                                | 26                                                               | 4                                                                | 3                                                                | 19                                                               | 35                                                               | 84                                                               | −49                                                              | 15                                                               | 14.                                                              |
| 2000/01                                  | Brněnský městský přebor                                          | 8                                                                | 26                                                               | ...                                                              | ...                                                              | ...                                                              | ...                                                              | ...                                                              | ...                                                              |                                                                  | 9.                                                               |
| 2001/02                                  | Brněnský městský přebor                                          | 8                                                                | 24                                                               | 8                                                                | 6                                                                | 10                                                               | 42                                                               | 47                                                               | −5                                                               | 30                                                               | 7.                                                               |
| 2002/03                                  | Brněnský městský přebor                                          | 8                                                                | 26                                                               | 13                                                               | 3                                                                | 10                                                               | 50                                                               | 41                                                               | +9                                                               | 42                                                               | 4.                                                               |
| 2003/04                                  | Brněnský městský přebor                                          | 8                                                                | 26                                                               | 8                                                                | 5                                                                | 13                                                               | 46                                                               | 53                                                               | −7                                                               | 29                                                               | 9.                                                               |
| 2004/05                                  | Brněnský městský přebor                                          | 8                                                                | 26                                                               | 11                                                               | 5                                                                | 10                                                               | 40                                                               | 36                                                               | +4                                                               | 38                                                               | 6.                                                               |
| 2005/06                                  | Brněnský městský přebor                                          | 8                                                                | 26                                                               | 8                                                                | 6                                                                | 12                                                               | 41                                                               | 49                                                               | −8                                                               | 30                                                               | 11.                                                              |
| 2006/07                                  | Brněnský městský přebor                                          | 8                                                                | 26                                                               | 12                                                               | 6                                                                | 8                                                                | 43                                                               | 31                                                               | +12                                                              | 42                                                               | 6.                                                               |

Poznámky:
- 1948: Tento ročník byl hrán jednokolově. Původně započal jako sezona 1948/49, po skončení podzimní části byla jarní část zrušena z důvodu přechodu na hrací systém jaro-podzim dle sovětského vzoru (1949–1956).
- 1993/94: Žabovřeskám byly odečteny 4 body.

## FK FC Žabovřesky „B“
FK FC Žabovřesky „B“ byl rezervním týmem Žabovřesk, který se pohyboval v městských soutěžích.

### Umístění v jednotlivých sezonách
Stručný přehled
Zdroj:
- 1991–1993: Brněnský městský přebor
- 1993–1998: Brněnská městská soutěž
- 2001–2007: Brněnská městská soutěž

Jednotlivé ročníky
Zdroj:
Legenda: Z – zápasy, V – výhry, R – remízy, P – porážky, VG – vstřelené góly, OG – obdržené góly, +/− – rozdíl skóre, B – body, červené podbarvení – sestup, zelené podbarvení – postup, fialové podbarvení – reorganizace, změna skupiny či soutěže
| Československo (1992 – 1993) |                         |        |    |     |     |     |     |     |     |    |        |
| Sezóny                       | Liga                    | Úroveň | Z  | V   | R   | P   | VG  | OG  | +/− | B  | Pozice |
| 1991/92                      | Brněnský městský přebor | 8      | 26 | ... | ... | ... | ... | ... | ... |    | 13.    |
| 1992/93                      | Brněnský městský přebor | 8      | 26 | 2   | 3   | 21  | 25  | 83  | −58 | 7  | 14.    |
| Česko (1993 – 2007)          |                         |        |    |     |     |     |     |     |     |    |        |
| Sezóny                       | Liga                    | Úroveň | Z  | V   | R   | P   | VG  | OG  | +/− | B  | Pozice |
| 1993/94                      | Brněnská městská soutěž | 9      | 26 | 6   | 9   | 11  | 40  | 47  | −7  | 21 | 10.    |
| 1994/95                      | Brněnská městská soutěž | 9      | 26 | ... | ... | ... | ... | ... | ... |    |        |
| 1995/96                      | Brněnská městská soutěž | 9      | 26 | ... | ... | ... | ... | ... | ... |    |        |
| 1996/97                      | Brněnská městská soutěž | 9      | 26 | 13  | 2   | 11  | 61  | 40  | +21 | 41 | 5.     |
| 1997/98                      | Brněnská městská soutěž | 9      | 26 | 9   | 4   | 13  | 38  | 56  | −18 | 31 | 9.     |
| ...                          |                         |        |    |     |     |     |     |     |     |    |        |
| 2001/02                      | Brněnská městská soutěž | 9      | 22 | 5   | 6   | 11  | 42  | 59  | −17 | 21 | 10.    |
| 2002/03                      | Brněnská městská soutěž | 9      | 22 | 8   | 1   | 13  | 37  | 53  | −16 | 25 | 8.     |
| 2003/04                      | Brněnská městská soutěž | 9      | 20 | 11  | 2   | 7   | 41  | 40  | +1  | 35 | 2.     |
| 2004/05                      | Brněnská městská soutěž | 9      | 20 | 8   | 5   | 7   | 45  | 44  | +1  | 29 | 6.     |
| 2005/06                      | Brněnská městská soutěž | 9      | 22 | 7   | 9   | 6   | 47  | 38  | +9  | 30 | 4.     |
| 2006/07                      | Brněnská městská soutěž | 9      | 24 | 6   | 6   | 12  | 32  | 49  | −17 | 24 | 12.    |